# Il falco pellegrino: una storia d'amore
Il falco pellegrino: una storia d'amore è un romanzo breve scritto da Glenway Wescott tra il marzo e il luglio 1940 in parte a Stone-blossom ed in parte a New York. Lo scritto finale vedrà la pubblicazione lo stesso anno.

## Personaggi
- Alexandra Henry - È un'ereditiera di origini americane che risiede però temporaneamente in Francia a Chancellet. È ispirata a Barbara Harrison un'amica dell'autore, anch'essa possedeva una tenuta in Francia a Rambouillet alla quale Wescott si ispira per l'ambientazione.
- Mr Tower - È il narratore della storia. È ospitato a casa dell'amica Alexandra. Anch'egli di origini americane, si diletta nella scrittura, campo nel quale comunque non riesce a sfondare. È una trasposizione dell'autore stesso.
- Madeleine Cullen - Insieme al marito è ospitata nella villa di Chancellet, dove fa tappa in un viaggio verso l'Ungheria, paese in cui i coniugi Cullen hanno acquistato una tenuta. È una donna con molti interessi nei quali cerca di coinvolgere il marito. Tra essi spicca la passione maniacale per la falconeria. Alleva con la massima cura il proprio falco Lucy. Insieme al marito aveva conosciuto Alexandra durante un viaggio a Tangeri. È irlandese ma "aveva sangue dell'Ulster e sangue inglese" e non era cattolica.
- Larry Cullen - Marito di Madeleine, è un uomo insipido con un'inclinazione all'alcool. Viene contrapposto alla moglie in quanto ha un carattere agli antipodi. Gli è invisa la passione di Madeleine per la falconeria. È discendente di una famiglia aristocratica in fase di decadenza ed è di origini irlandesi.
- Jean - Insieme ad Eva completa il personale di servizio nella villa di Chancellet. È di origini italiane ed è molto geloso di Eva. Alexandra lo reclutò, come pure Eva, dopo che lo ebbe conosciuto a Tangeri.
- Eva - Come già detto fa parte del personale di servizio. È molto incline all'emozionarsi ed al pianto.
- Ricketts - È l'autista della Daimler di proprietà dei Cullen.

## Trama
Nella villa di Chancellet di proprietà di Alexandra Henry si trovano radunati per i motivi sopra esposti tutti i personaggi dell'intreccio. È un pomeriggio d'estate e Alexandra e l'amico Tower si intrattengono nel salotto a conversare con i Cullen. Subito emerge la particolare inclinazione della donna per la falconeria. Madeleine infatti non si stacca mai dal falco che tiene sul braccio e non smette mai di elogiarne le caratteristiche. Appare lungo il discorso altrettanto evidente il disinteresse del marito circa lo stesso argomento che si esprime anche in occhiate e smorfie di odio verso il falco. Con il far della sera Alexandra convince i Cullen a fermarsi a cena ed invita gli stessi ad una passeggiata in giardino. È qui che durante i discorsi che si intrecciano tra i vari personaggi emerge un lato oscuro di Madeleine: ella infatti, spinta dalla sua propensione verso tutto ciò che sia movimentato, in passato ospitò in casa delle riunioni di membri del terrorismo irlandese elargendo anche fondi per la causa. La signora Cullen si spinse inoltre a flirtare con un certo McVoy, capo dei facinorosi. Come in tutti gli altri casi il marito fu travolto, pur non volendolo, dalle passioni maniacali della moglie. Al rientro in casa Alexandra si apparta in una stanza con Madeleine e i due uomini si dedicano a bere del whisky. È qui che Mr Tower scopre l'inclinazione di Larry per l'alcool, rivalutando anche qualche suo comportamento pomeridiano alla luce delle nuove deduzioni. Annebbiato dall'alcool, Cullen si lascia andare ad uno sfogo verso la moglie e racconta addirittura di aver tentato l'omicidio di McVoy. Sempre sotto l'effetto degli alcolici tenta un goffo tentativo, portato a termine con successo, di liberare il falco momentaneamente lasciato legato ed incappucciato in giardino, credendo di passare inosservato viene invece visto sia da Alexandra che da Tower che manterranno comunque il segreto. Madeleine Cullen cade allora nella disperazione e cerca con un'esca di riacciuffare il falco. Una volta riuscita l'impresa, decide con il marito di lasciare la villa di Chancellet per dirigersi alla volta di Parigi. Una volta usciti dall'abitazione e saliti sulla Daimler, la donna torna verso l'appartamento ed entrandovi diretta verso il giardino, sempre con il falco sul braccio. Madeleine getterà quindi oltre il parco della villa una rivoltella che il marito teneva nascosta nell'auto. Non è ben chiaro quale fosse l'intento di Larry, se il suicidio, l'omicidio od entrambi.
Fa da sfondo un battibecco tra Jean e Ricketts. Quest'ultimo fu infatti accusato dal primo di riservare troppe attenzioni alla compagna. Eva teme che una volta allontanati gli ospiti essa sia oggetto delle percosse dell'uomo sotto l'effetto dell'alcool, in quanto tacciata di averne messo alla prova la gelosia. Ciò non succederà ed i due si riappacificheranno.

## Edizioni
- Glenway Wescott, Il falco pellegrino: una storia d'amore, traduzione di Marina Antonielli, collana gli Adelphi, Adelphi, 2004,  p. 98, ISBN 88-459-2076-3.